# Dénes Rósa
Dénes Rósa (*Budapest, Hungría, 7 de abril de 1977), futbolista húngaro. Juega de volante y su primer equipo fue Újpest FC.

## Selección nacional
Ha sido internacional con la Selección de fútbol de Hungría, ha jugado 10 partidos internacionales.

## Clubes
| Club                    | País       | Año       |
| ----------------------- | ---------- | --------- |
| Újpest FC               | Hungría    | 2003      |
| Ferencvárosi            | Hungría    | 2003-2006 |
| Wolverhampton Wanderers | Inglaterra | 2006-2009 |
| Hibernian FC            | Escocia    | 2009      |
| Ferencvárosi            | Hungría    | 2009-     |

- Datos: Q538073
- Multimedia: Dénes Rósa / Q538073